# Annette Ludwig
Annette Karin Ludwig (* 1963 in Karlsruhe) ist eine deutsche Kunsthistorikerin, Museumsdirektorin und Universitätsdozentin. Seit dem Frühjahr 2022 ist sie Direktorin der Museen der Klassik Stiftung Weimar. Zuvor leitete sie seit 2010 das Gutenberg-Museum in Mainz.

## Leben
Sie studierte Kunstgeschichte, Neuere deutsche Literaturwissenschaft und Baugeschichte an der Universität Karlsruhe (TH). Sie schloss ihr Studium mit dem Magister Artium und einer Arbeit über den russischen Maler und Graphiker Wladimir von Zabotin ab. In ihrer Dissertation, die u. a. mit dem Universitätspreis ausgezeichnet wurde, beschäftigte sie sich mit dem Werk der Stuttgarter Brüder Heinz und Bodo Rasch an der Schnittstelle zwischen Architekturutopie, Architekturpublizistik, Möbel- und Grafik-Design.
Neben und nach ihrem Studium arbeitete Annette Ludwig u. a. als freie Mitarbeiterin im Deutschen Architekturmuseum (DAM, Frankfurt/M.). Bis 2010 war sie als Kuratorin an den Städtischen Museen Heilbronn (Mehrspartenhaus) und im Auftrag der Ernst-Franz-Vogelmann-Stiftung (J. Beuys-Sammlung) tätig. Sie publizierte u. a. im Insel-Verlag (Frankfurt/M., Leipzig). 2010 wurde sie Direktorin des Gutenberg-Museums, wo sie als Kuratorin für das 19.–21. Jahrhundert mit Sonderausstellungen den Schwerpunkt Typografie etablierte und mehrfach prämierten Publikationen (zuletzt Futura. Die Schrift, Mainz 2016 (dt.), 2017 (engl.)) herausgab.
Sie verantwortete zahlreiche Ausstellungen, Tagungen und Veranstaltungen, die auch die kulturtouristische Attraktivität des „Weltmuseums der Druckkunst“ steigerten. Mit dem Atelier Brückner (Stuttgart) entwickelte sie ein Konzept zur inhaltlichen und baulichen Neuaufstellung des Gutenberg-Museums. Die Umsetzung durch DFZ Architekten (Hamburg) wurde in Leistungsphase V im April 2018 durch einen Bürgerentscheid gestoppt. Annette Ludwig initiierte Kooperationen, u. a. 2011 modellhaft mit der Hochschule Mainz. Sie arbeitet auf internationaler Ebene institutionell v. a. mit dem Early Printing Museum und der Zentralbibliothek der Cheongju University in Cheongju (Südkorea) zusammen.
Annette Ludwig ist seit dem Sommersemester 2008 Lehrbeauftragte am KIT – Karlsruher Institut für Technologie, im Zentrum für Angewandte Kulturwissenschaften (ZAK) und an der dortigen Akademie für wissenschaftliche Weiterbildung.
Die rheinland-pfälzische Ministerpräsidentin Malu Dreyer berief sie ab 2018 zum Mitglied des Hochschulkuratoriums der Johannes Gutenberg-Universität Mainz. Ludwig ist Vorsitzende von Jurys (u. a. Mainzer Stadtdruckerpreis) und Mitglied von Jurys (u. a. Kahnweiler-Preis, DAM Book Award, Mainzer Medienpreis). Seit 2015 ist sie 1. Vorsitzende der Gesellschaft der Bibliophilen e. V. (München), der ältesten bibliophilen Vereinigung in Deutschland.
Darüber hinaus engagiert sich Annette Ludwig in einer Vielzahl von Gremien, darunter Beirat Saarländischer Kulturbesitz (Saarbrücken), Beirat Zentrum für Buchwissenschaft der Ludwig-Maximilians-Universität München, Programmbeirat Hörfunksender Antenne Mainz.
Sie ist im Kuratorium zur Vergabe des Gutenberg-Preises in Leipzig und in Mainz, Präsidiums- und Vorstandsmitglied der Internationalen Gutenberg-Gesellschaft, Kuratoriumsmitglied der Gutenberg-Stiftung. Ludwig ist 2. Vorsitzende der Stiftung Moses, Kuratoriumsmitglied Paul-Strecker-Stiftung (Mainz), Internationaler Arbeitskreis Druck- und Mediengeschichte (Wadgassen). Seit 2024 ist sie Jury-Mitglied der Maecenas-Ehrung durch den Arbeitskreis selbständiger Kultur-Institute e. V. - AsKI. 
Annette Ludwig ist evangelisch. 2018 wurde sie in den Großen Konvent der Ev. Akademie in Hessen und Nassau e. V. (Frankfurt/M.) gewählt. Sie ist mit dem Literaturwissenschaftler Hansgeorg Schmidt-Bergmann verheiratet.

## Ehrungen
- 2022: Mainzer Medienpreis

## Veröffentlichungen
Monographien
- Futura. The Typeface, London 2017 (Mithrsg.)
- Futura. Die Schrift, Mainz 2016, ISBN 978-3-87439-893-0 (Mithrsg.)
- Die Architekten Brüder Heinz und Bodo Rasch: Ein Beitrag zur Architekturgeschichte der zwanziger Jahre, Tübingen und Berlin 2009, ISBN 978-3803006905
- Zauberfest des Lichtes. Matisse in Marokko, Frankfurt/M. und Leipzig 2002, ISBN 978-3458192268
- Auguste Rodin – Rainer Maria Rilke. Augenblicke der Leidenschaft, Frankfurt/M. und Leipzig 2000, ISBN 9783458170440
- Die nationalsozialistische Kunstzeitschrift Das Bild. „Monatsschrift für das Deutsche Kunstschaffen in Vergangenheit und Gegenwart“. Ein Beitrag zur Geschichte des Verlages C. F. Müller, Heidelberg 1997
- Wladimir von Zabotin. 1884–1967, Karlsruhe 1994